# صراط
پل صراط بر اساس دین اسلام پلی است که در روز قیامت هر فردی برای ورود به بهشت باید از آن بگذرد. گفته شده که این پل نازک‌تر از مو و برنده‌تر از شمشیر است که باعث می‌شود گناهکاران در زیر آن افتاده و مورد عذاب الهی قرار گیرند. از نظر استاد علم شیعه مجید زکی زاده پل صراط کنایه از راه رسیدن به خدا است و باریکی آن نشان از سختی راه است.
پل صراط برگرفته از پل چین وَت یا پل داوری در آئین زرتشتی است.
این پل ۷ مرحله دارد.